# کاروانسرای شاه‌عباسی (کرج)
کاروانسرای شاه‌عباسی کرج بنایی سنگی-آجری مربوط به دوران صفویه است که در شهر کرج در استان البرز و در سمت جنوب شرقی میدان شاه عباسی جای گرفته‌است. این کاروانسرای تاریخی در ۲۲ فروردین ۱۳۵۶ با شماره ۱۳۶۸ در فهرست آثار ملی ایران ثبت شد.

## پیشینه

تصویری قدیمی از کاروانسرا متعلق به دههٔ ۱۳۳۰ خورشیدی که نمای راهرو ورودی و گوشهٔ شمال‌غربی را نشان می‌دهد.

کاروانسرای شاه‌عباسی کرج متعلق به دوران صفویه بوده و بین سال‌های ۱۰۷۸ تا ۱۱۰۹ قمری در زمان شاه سلیمان صفوی ساخته شده‌است. این بنا دارای بیش از ۳۰۰۰ متر مربع مساحت است. کاروانسرای شاه عباسی کرج را می‌توان یکی از ارزشمندترین آثار دوره صفویه دانست که در شاهراه ابریشم قرار داشته‌است.

## کاربری
این کاروانسرا در ابتدای ساخت برای کاروان‌ها و مرکب‌هایشان به عنوان مکان استراحت بوده و در اوایل دوران قاجاریه تبدیل به پادگان یا قلعه نظامی شد و در اواخر دوران قاجار نیز به عنوان مدرسه (موسوم به فلاحت) از آن استفاده می‌شده‌است.
مساحت کل بنا ۳ هزار متر مربع و مساحت حیاط میانی ۹۰۰ متر مربع است. ورودی کاروانسرا نیز از ایوان شمالی است. پیرامون حیاط میانی آن ۲۱ حجره ایوان‌دار برای استراحت مسافران و پنج بارانداز برای نگهداری کالا و جایگزینی همراهان و نگهبانان کاروان‌ها در نظر گرفته شده‌است. در ساخت این بنا از سنگ، آجر، چوب و کاهگل استفاده شده‌است.

## نگارخانه

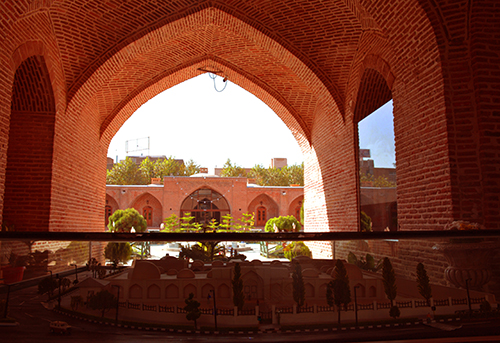
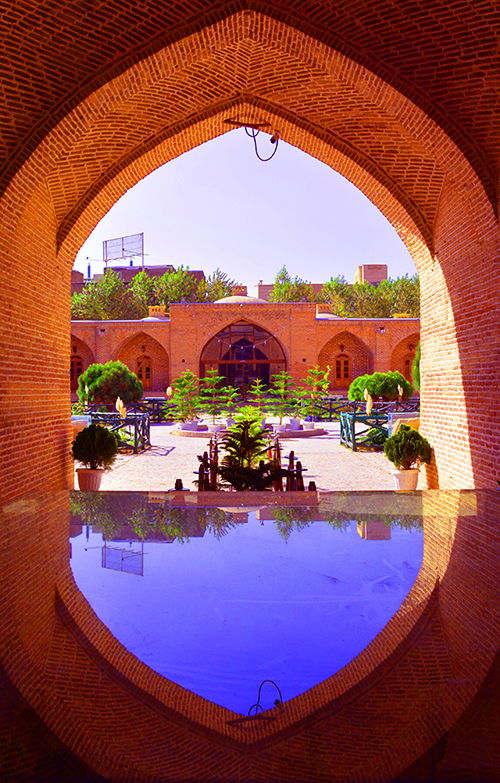
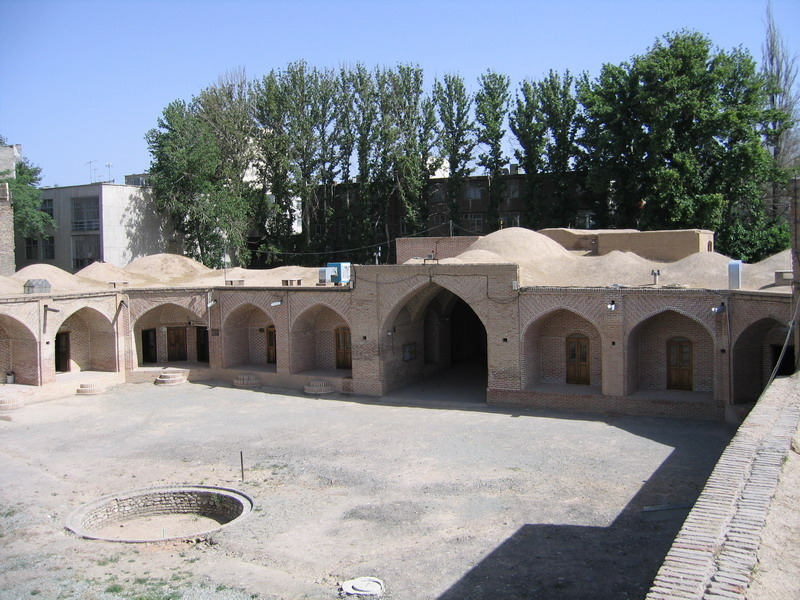